# N439 (België)
De N439 is een gewestweg in België bij Gavere tussen de N35/N60 en de kruising met de Scheldestraat aan de oostzijde van de rivier de Schelde.
De weg heeft een lengte van ongeveer 2 kilometer. De gehele weg bestaat uit twee rijstroken voor beide rijrichtingen samen.